# Cabo de Torres
El cabo de Torres es un cabo situado en la costa del mar Cantábrico, más concretamente en la zona occidental del concejo de Gijón, (Asturias, España). Dista unos 7 km de la ciudad de Gijón y es el saliente costero más importante de todo el concejo.
En 1923 se construyó el faro, que ha sido recientemente rehabilitado al pasar a formar parte del denominado Parque Arqueológico Natural de la Campa Torres, y en el que se ha creado una biblioteca arqueológica sobre la historia del mismo y de los demás faros de la costa asturiana.
Desde el mismo se pueden contemplar unas hermosas vistas de toda la ciudad de Gijón, así como de la costa occidental (playas de Xivares, Perlora, Candás) y oriental asturiana.
En una amplia explanada que existe en el mismo se han encontrado los restos de un antiguo asentamiento astur-romano, el Castro de Noega.

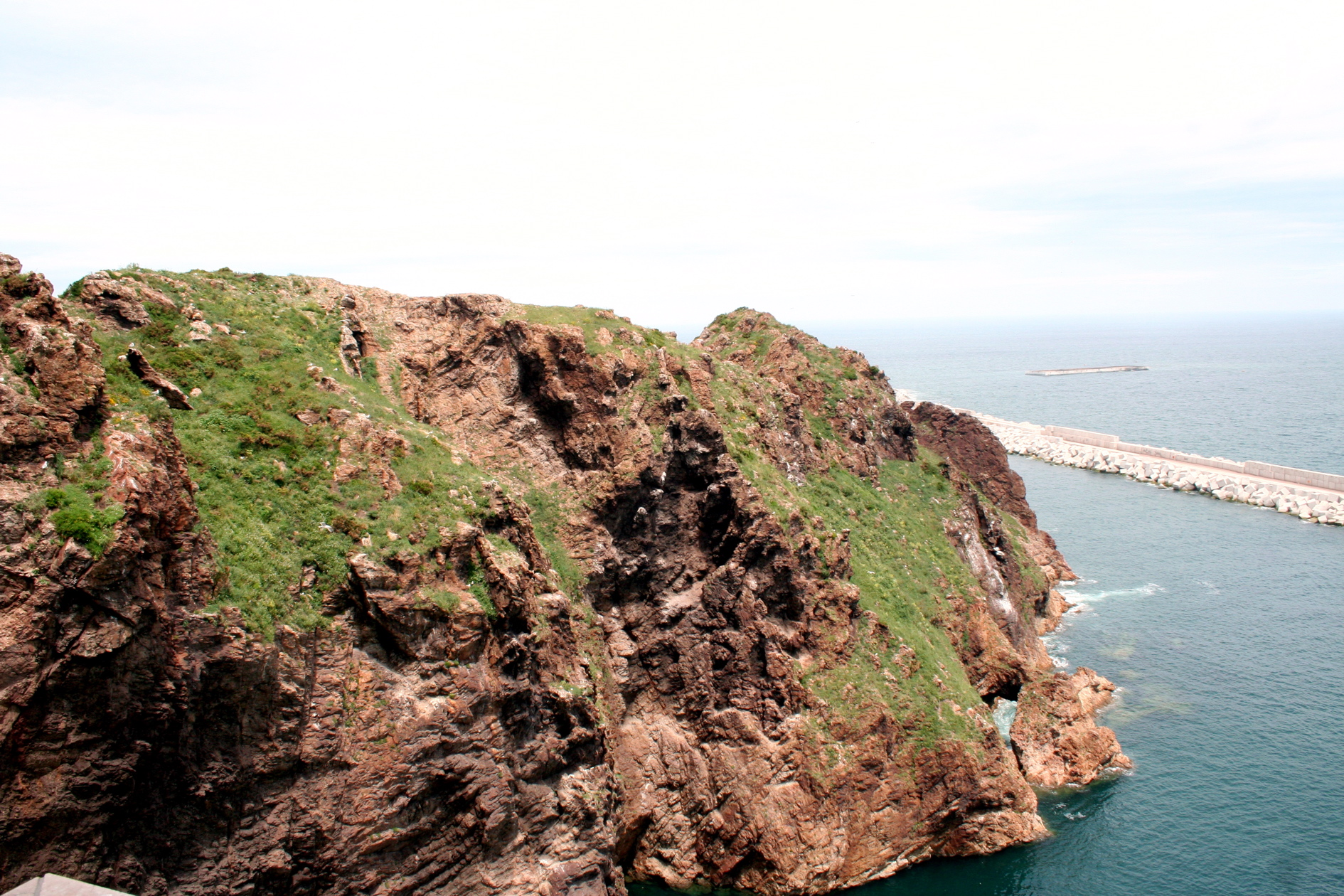
El cabo en 2007.
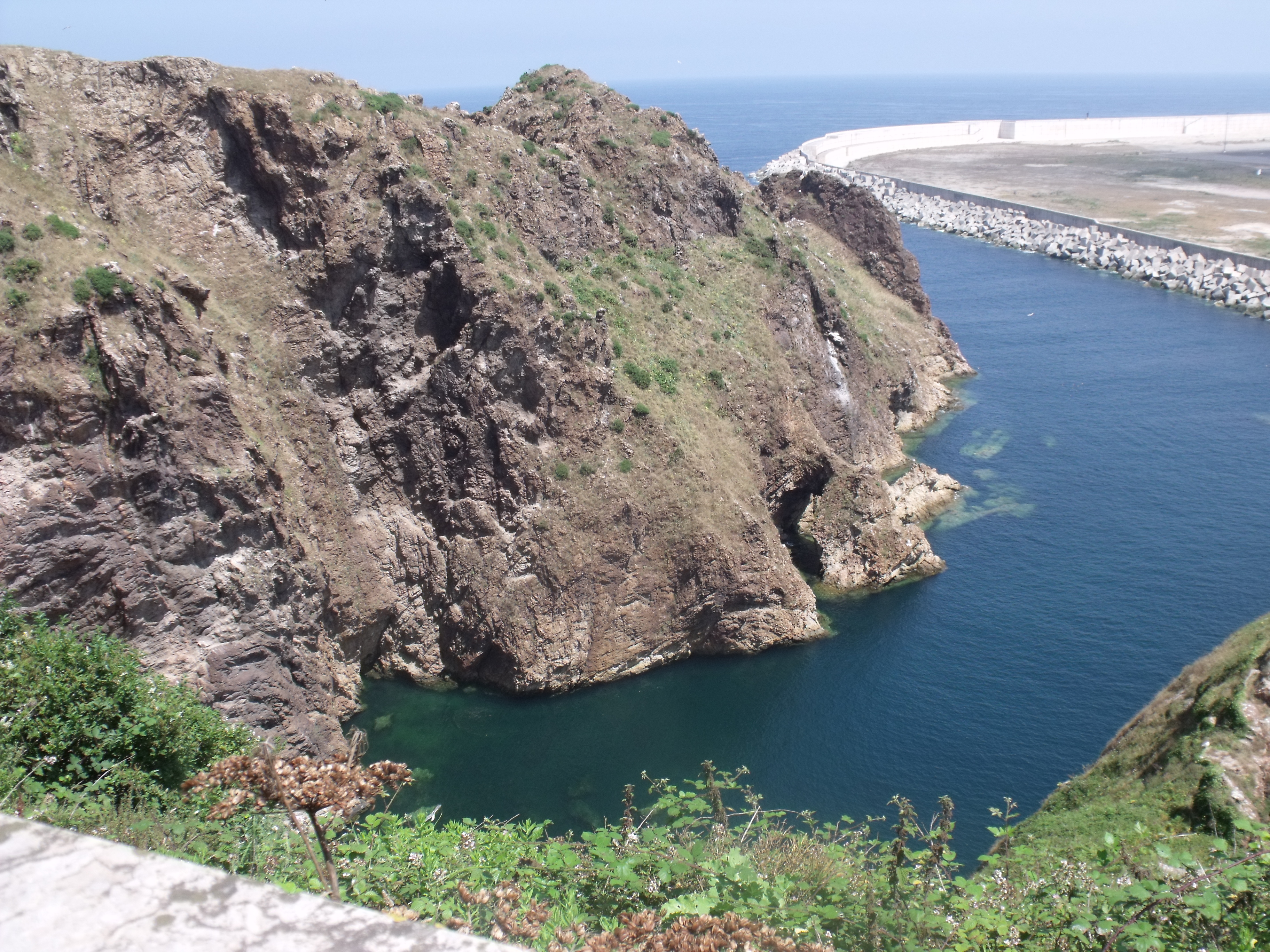
El cabo en 2013.
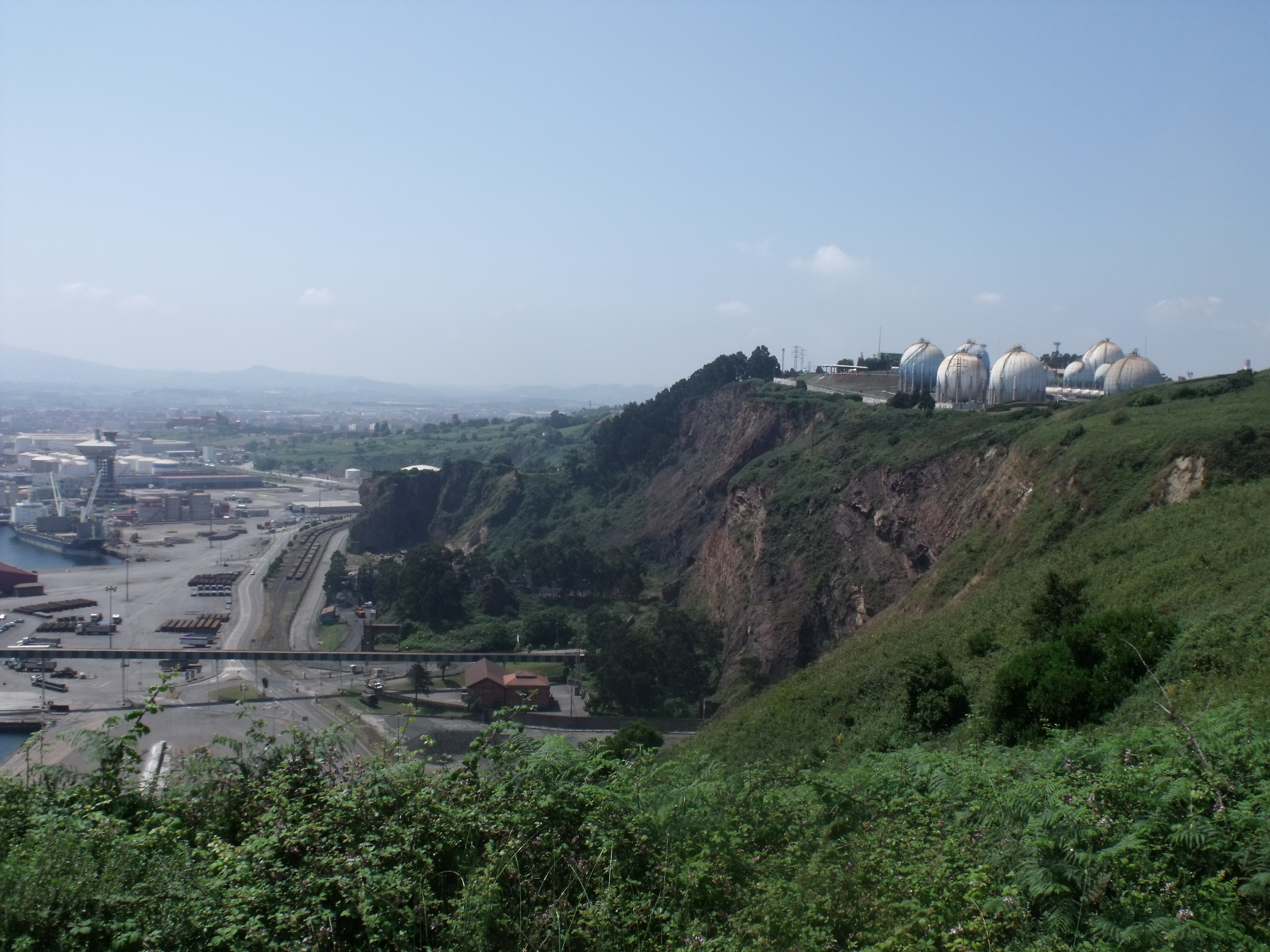
La costa se situaba originalmente al pie del acantilado.
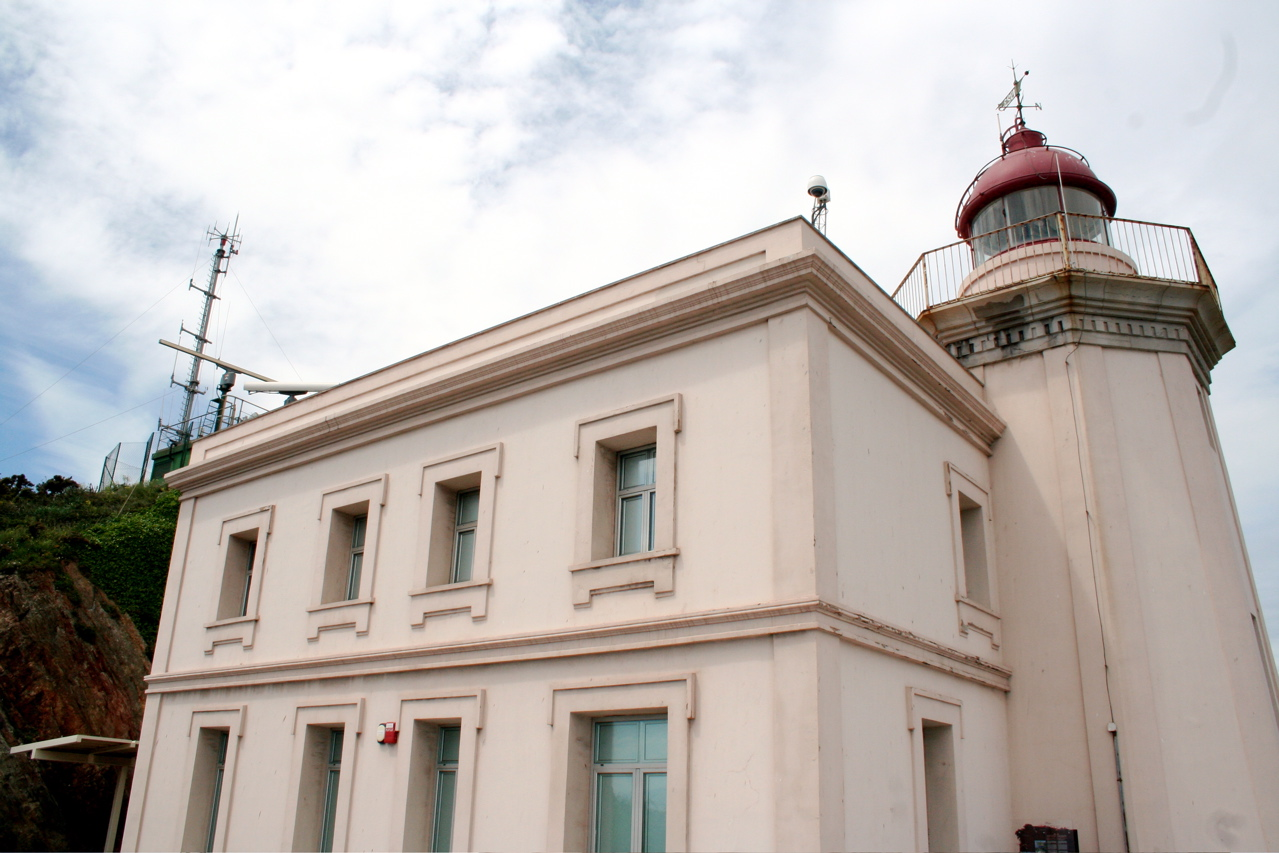
Faro del cabo Torres.